# Caseara
Caseara é um município brasileiro do estado do Tocantins. Localiza-se a uma latitude 09º16'42" sul e a uma longitude 49º57'20" oeste, estando a uma altitude de 174 metros. Sua população estimada em 2022 era de 4 847 habitantes.
Possui uma área de 1698,7 km², o que corresponde a uma densidade de 2 hab/km².
A cidade de Caseara nasceu com o movimento de pescadores às margens dos rios Araguaia e do Coco. O primeiro deles teria sido Casé, que deu nome ao então povoado, na década de 1940.
O município fica a 256km da capital do estado, Palmas, e é considerado o principal portal de entrada do Parque Estadual do Cantão.

## Atrativos
Os rios são os principais atrativos de Caseara. O município está localizado em em uma região com mais de 800 lagos interligados por mais de 156km de canais navegáveis. No período de estiagem (de julho a setembro), as águas dão lugar a praias de água doce, dentre elas a Praia do Sol e a Praia da Ilha.
Também são atrativos de Caseara os pesqueiros, o Porto da Balsa, a Igreja Católica Bom Jesus da Lapa e o Parque Estadual do Cantão.

## Administração
O prefeito de Caseara é Marcos Carvalho Lima, conhecido como Marcos do Chico, do Solidariedade, eleito com 2.410 votos (71,79% dos votos válidos) para administrar a cidade no período de 2025 a 2028. O vice-prefeito é Diogo Alves Felizari de Paula, do PDT. 

## Eventos
- Exposição Agropecuária.
- Cultos Evangelísticos.
- Campeonatos e Eventos esportivos.
- Festas juninas.
- Aniversário da Cidade.
- Temporada de Praia
- Pescas
- Festas beira rio

## Esporte
Além do futebol, que é muito praticado, Caseara possui equipes abertas de outros esportes. A cidade também oferece na área esportiva, campeonatos estudantis em diversas modalidades, como: Voleibol, Futsal, Handebol, Xadrez....